# Native American Music Award
Der Native American Music Award (NAMMY) ist ein Musikpreis, der indigene Künstler aus ganz Nordamerika würdigt. Der Native American Music Award wurde 1998 von Plattenfirmen wie Canyon, SOAR, Silverwave und Turtle Island ins Leben gerufen. In der jährlichen Preisverleihung werden Künstler in über 30 Kategorien ausgezeichnet. Alle aktuellen Grammy-Preisträger für die Kategorie Native American Music gewannen zuvor den NAMMY.

## Preisträger
Preisträger sind u. a. Radmilla Cody, Joanne Shenandoah, Rita Coolidge, Cheryl Bear, Fara Palmer, Mary Youngblood, Bill Miller, Jana Mashonee, Brule, Felipe Rose, R. Carlos Nakai, Micki Free, Black Eagle, Tom Bee, Northern Cree, John Trudell, Blackfire, Jackson Browne, Robert Mirabal und Janice Marie Johnson.

## NAMA Hall of Fame
Rickey Medlocke (Blackfoot, Lynyrd Skynyrd), Janice Marie Johnson (A Taste of Honey), Pat Vegas und Tony Bellamy (Redbone), Felipe Rose (Village People), Crystal Gayle und Jimi Hendrix wurden u. a. in die NAMA Hall of Fame aufgenommen.